# Лаша Шавдатуашвілі
Лаша Шавдатуашвілі  (груз. ლაშა შავდათუაშვილი, 31 січня 1992) — грузинський дзюдоїст, олімпійський чемпіон.

## Виступи на Олімпіадах
| Олімпіада           | Дисципліна | Місце |
| ------------------- | ---------- | ----- |
| Лондон 2012         | до 66 кг   | 1     |
| Ріо-де-Жанейро 2016 | до 73 кг   | 3     |
| Токіо 2020          | до 73 кг   | 2     |

## Державні нагороди
- Президентський орден Сяйво (Грузія, 2018)[1]